# Nicholas Cohen
Nicholas Cohen (* 1938) ist ein US-amerikanischer Mikrobiologe und Immunologe, Hochschullehrer und Mitbegründer der Psychoneuroimmunologie (PNI).

## Werdegang und Werk
1959 schloss Cohen an der Princeton University das Biologiestudium als Bachelor ab. An der University of Rochester wurde er im Februar 1966 promoviert. Sein Doktorvater war Johannes Holtfreter. Von 1965 bis 1967 war er dann PostDoc in der Abteilung für Medizinische Mikrobiologie und Immunologie der UCLA School of Medicine. Im Jahr 1967 trat er in die Abteilung für Mikrobiologie und Immunologie des University of Rochester Medical Center (URMC). Dort war er bis zu seiner Emeritierung im Jahr 2004 beschäftigt. Im Rahmen eines Sabbatical war er in den Jahren 1975 und 1976 am Basel Institute for Immunology in der Schweiz. Ein weiteres Sabbatical brachte ihn 1982 und 1983 an die Universität Wageningen in den Niederlanden.
Zusätzlich zu seiner Ernennung zum Professor für Psychiatrie 1992, war Cohen ab 1979 Direktor der Abteilung für Immunologie und ab 1998 Direktor des Graduiertenclusters für Immunologie, Mikrobiologie und Impfstoffbiologie am URMC. Seit 2004 ist Nicholas Cohen emeritierter Professor für Mikrobiologie und Immunologie sowie für Psychiatrie.
Cohen ist ein Pionier in den Forschungsbereichen evolutionäre Immunologie und Psychoneuroimmunologie. Letztere gründete er zusammen mit Robert Ader durch ihre bahnbrechenden Versuche zur klassischen Konditionierung des Immunsystems mit Cyclophosphamid an Farbratten und Farbmäusen.

## Publikationen (Auswahl)
- N. Cohen: The uses and abuses of Psychoneuroimmunology: A global overview. In: Brain Behav Immun. 2006, Band 20, Nummer 2, S. 99–112 doi:10.1016/j.bbi.2005.09.008.
- N. Cohen: Biological relevance of data variability. In: Brain Behav Immun. 2004, Band 18, Nummer 6, S. 495–496 doi:10.1016/j.bbi.2004.06.004.
- R. Ader, N. Cohen: Psychoneuroimmunology: conditioning and stress. In: Annual review of psychology. Band 44, 1993, S. 53–85, doi:10.1146/annurev.ps.44.020193.000413, PMID 8434895 (Review).
- R. Ader, D. Felten, N. Cohen: Interactions between the brain and the immune system. In: Annual review of pharmacology and toxicology. Band 30, 1990, S. 561–602, doi:10.1146/annurev.pa.30.040190.003021, PMID 2188579 (Review).
- R. Ader, N. Cohen: High time for psychoimmunology. In: Nature. Band 315, Nummer 6015, 1985, S. 103–104, doi:10.1038/315103b0, PMID 3990814.
- R. Ader, N. Cohen: Behaviorally conditioned immunosuppression and murine systemic lupus erythematosus. In: Science. Band 215, Nummer 4539, März 1982, S. 1534–1536, doi:10.1126/science.7063864, PMID 7063864.